# ThSV Eisenach
ThSV Eisenach (pełna nazwa: Thüringer Sportverein Eisenach e. V.)  – niemiecki klub piłki ręcznej mężczyzn powstały w 1949 z bazą w Eisenach jako BSG Motor Eisenach. W sezonie 2012/13 w klubie występował polak Eryk Kałuziński. W sezonie 2015/16 występuje w Bundeslidze w roli beniaminka.